# Bazile Mills
Bazile Mills és una població dels Estats Units a l'estat de Nebraska. Segons el cens del 2000 tenia 26 habitants.

## Demografia
Segons el cens del 2000, Bazile Mills tenia 26 habitants, 11 habitatges, i 8 famílies. La densitat de població era de 20,5 habitants per km².
Dels 11 habitatges en un 18,2% hi vivien nens de menys de 18 anys, en un 81,8% hi vivien parelles casades, en un 0% dones solteres, i en un 18,2% no eren unitats familiars. En el 18,2% dels habitatges hi vivien persones soles el 18,2% de les quals corresponia a persones de 65 anys o més que vivien soles. El nombre mitjà de persones vivint en cada habitatge era de 2,36 i el nombre mitjà de persones que vivien en cada família era de 2,67.
Per edats la població es repartia de la següent manera: un 15,4% tenia menys de 18 anys, un 3,8% entre 18 i 24, un 34,6% entre 25 i 44, un 26,9% de 45 a 60 i un 19,2% 65 anys o més.
L'edat mediana era de 45 anys. Per cada 100 dones de 18 o més anys hi havia 120 homes.
La renda mediana per habitatge era de 35.000 $ i la renda mediana per família de 35.000 $. Els homes tenien una renda mediana de 21.250 $ mentre que les dones 16.250 $. La renda per capita de la població era de 14.444 $. Cap de les famílies estaven per davall del llindar de pobresa.

## Poblacions més properes
El següent diagrama mostra les poblacions més properes.